# Krimmler Tauernhaus
Das Krimmler Tauernhaus ist ein seit über 600 Jahren bestehendes Tauernhaus in Österreich auf 1622 m ü. A. Höhe und liegt im Krimmler Achental am alpenüberquerenden Saumpfad zwischen Krimml, Österreich und Kasern in Südtirol, Italien.

## Geschichte
Das Tauernhaus wurde 1389 erstmals urkundlich erwähnt und ist ab 1437 als taberna (Gasthaus) bezeugt. Der aus dem 16. Jahrhundert stammende Holzbau wurde mehrmals umgebaut und vergrößert, die alte, holzgetäfelte Stube mit verschiedenen Inschriften blieb erhalten und gilt als die älteste im Oberpinzgau.
Das Tauernhaus war ein mit einem Bauernhof rechtlich zusammengeschlossenes Lehen mit der Verpflichtung, Durchreisende notfalls auch kostenlos zu verpflegen und zu beherbergen sowie für die Offenhaltung des Tauernweges zu sorgen. Dafür erhielt der Wirt von der erzbischöflichen Hofkammer zu Salzburg jährlich eine Getreidezuteilung. Der Handelsweg über den Alpenhauptkamm aus dem Pinzgau in das südliche Tirol wurde damals hauptsächlich benutzt, um mit Saumpferden Waren wie Salz, Wein, Weinbrand und Eisen zu befördern. Eine interessante Zusammenarbeit bestand damals mit dem „Ahrntaler Tauernhaus“ – dem heutigen Berghotel Kasern. So wurde dem dortigen Wirt „Kasr am Taurn“ ein Grundbesitz mit der Auflage zugeteilt, an schlecht ausgerüstete Übergeher Mützen, Handschuhe, Seile und dergleichen zu verleihen. Diese Gegenstände wurden diesseits des Passes, im Krimmler Tauernhaus, abgegeben und fanden dann den Weg in umgekehrter Richtung wieder zurück nach Kasern.
Der Tauernweg wurde bereits während des Römischen Reiches von Legionen der Provinz Noricum benutzt, zu der damals das Gebiet diesseits wie jenseits des Passes gehörte. Im Mittelalter diente er als Ausweichroute, wenn einfachere Alpenpässe wie der Brenner aufgrund politischer Streitigkeiten nicht benutzbar waren; so benutzte ihn etwa der spätere Kaiser Karl IV. im Jahre 1340 trotz schwierigster Wetterbedingungen.
Im 19. Jahrhundert erwarben viele Bauern aus dem Tiroler Ahrntal Grundstücke im Krimmler Achental, da dieses Hochtal aufgrund eines Südwindes schon früh im Jahr nutzbare Weidegründe bot, die sehr viel ertragreicher als das steile und enge Ahrntal waren. Seitdem werden bis heute Kühe während des Sommers über den schmalen und schwierigen Weg des Krimmler Tauern getrieben.

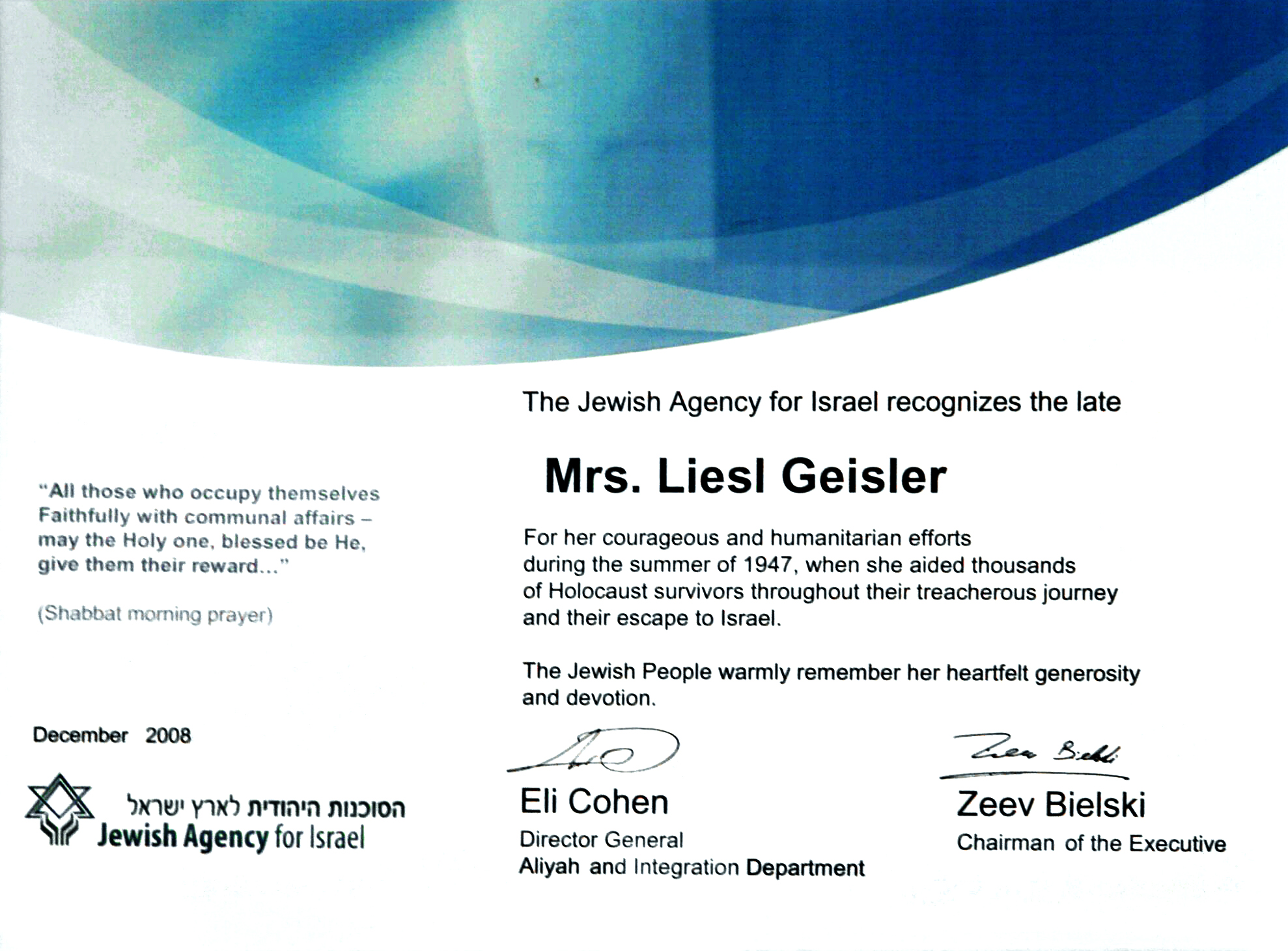
Ehrenurkunde der Jewish Agency for Israel

Eine besondere Bedeutung erlangte der Pass 1947, als 8000 osteuropäische Holocaustüberlebende von der jüdischen Hilfsorganisation Brichah (Flucht) durchs Achental nach Italien geschleust wurden, um über den Hafen von Genua nach Palästina zu gelangen. Diese Strecke wurde deswegen gewählt, weil es das einzige Grenzstück der amerikanischen Besatzungszone war, das direkt an Italien grenzte. Die Amerikaner duldeten den Durchzug im Gegensatz zu den britischen und französischen Besatzungstruppen. Ausgangspunkt der Trecks war ein Displaced-Person-Lager (DP-Camp) in Saalfelden. Die große humanitäre Leistung, welche die 1985 verstorbene Tauernhauswirtin Liesl Geisler für die jüdischen Auswanderer, die bis Kriegsende rassisch, religiös oder politisch verfolgt worden waren, vollbracht hatte, wurde 2009 von der Jewish Agency postum mit einer Ehrenurkunde gewürdigt.
Im Jahr 2016 wurde das Krimmler Tauernhaus baulich stark vergrößert. Dabei wurden, um der veränderten Nachfrage zu entsprechen, die bisherigen Übernachtungsmöglichkeiten in einfachen Zimmern und Matratzenlagern um komfortablere Zimmer mit eigenem Sanitärbereich ergänzt. Bereits 2011 war ein eigenes Wasserkleinkraftwerk in Betrieb gestellt worden, das das starke Gefälle des Rainbachs kurz vor seiner Mündung in die Krimmler Ache nutzt.

## Wandermöglichkeiten
Ab 1901, als der Wasserfallweg entlang der Krimmler Wasserfälle durch die Sektion Warnsdorf/Krimml ausgebaut wurde, wuchs der Besucherstrom im Krimmler Achental stark an, und der Fremdenverkehr wurde zu einer zusätzlichen Einnahmequelle der Besitzer des Krimmler Tauernhauses. Über diesen Weg erreicht man das Tauernhaus von Krimml aus in etwa 3 Stunden. Von dort aus gibt es weitere Ziele:
- Zur Richterhütte (2374 m) im Rainbachtal in ca. 3 Stunden.
- Zur Warnsdorfer Hütte (2336 m) im oberen Krimmler Achental in ca. 3 Stunden.
- Zur Birnlückenhütte (2441 m) im Ahrntal in 5,5 Stunden.
- Zur Zittauer Hütte (2329 m) im Wildgerlostal über die Rainbachscharte (2720 m) in ca. 6 Stunden.
- Die Passhöhe Krimmler Tauern (2634 m) in ca. 3 Stunden und dann weiter nach Kasern in Südtirol, noch einmal ca. 3 Stunden.

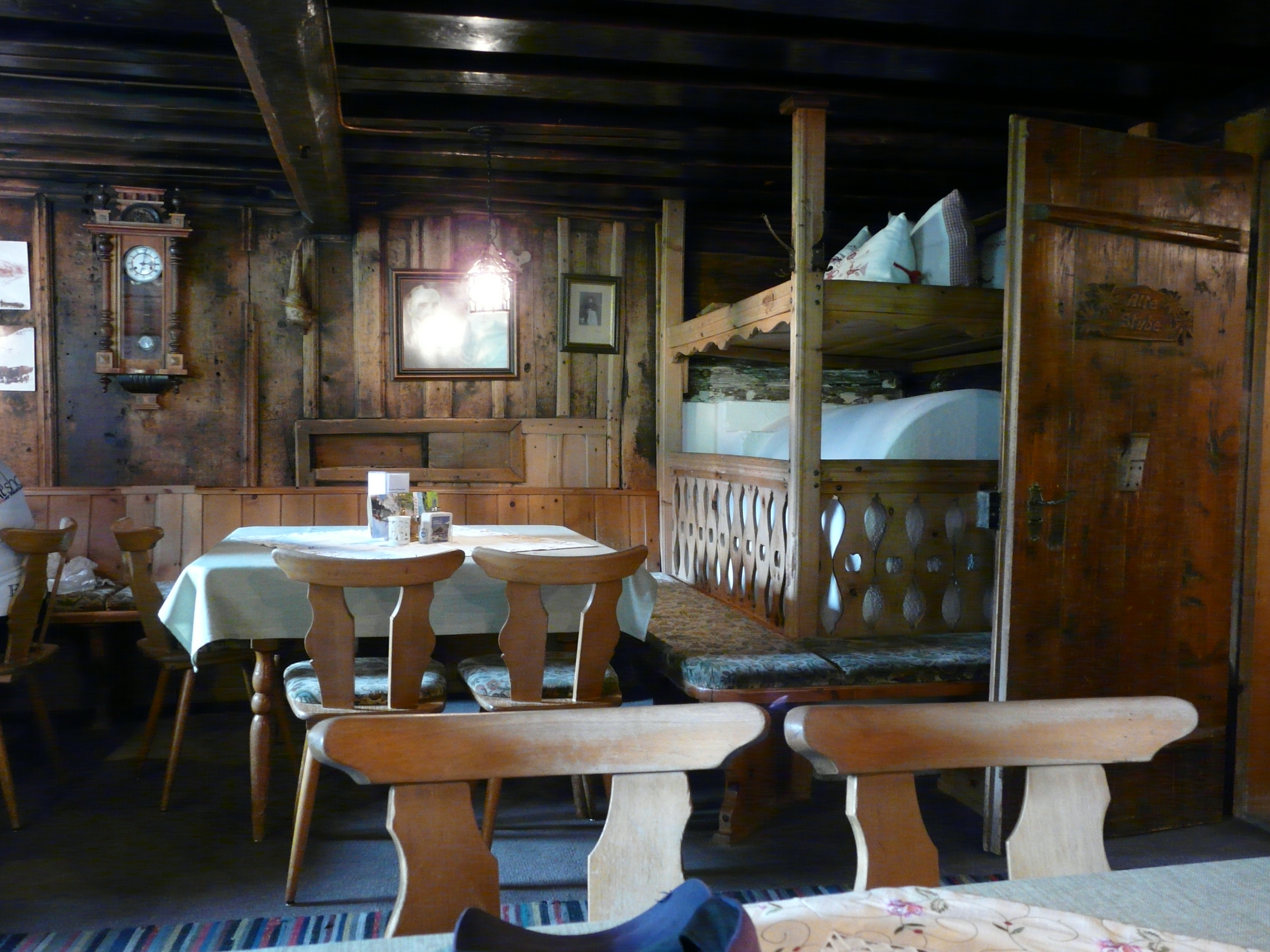
600 Jahre alte Stube des Krimmler Tauernhauses
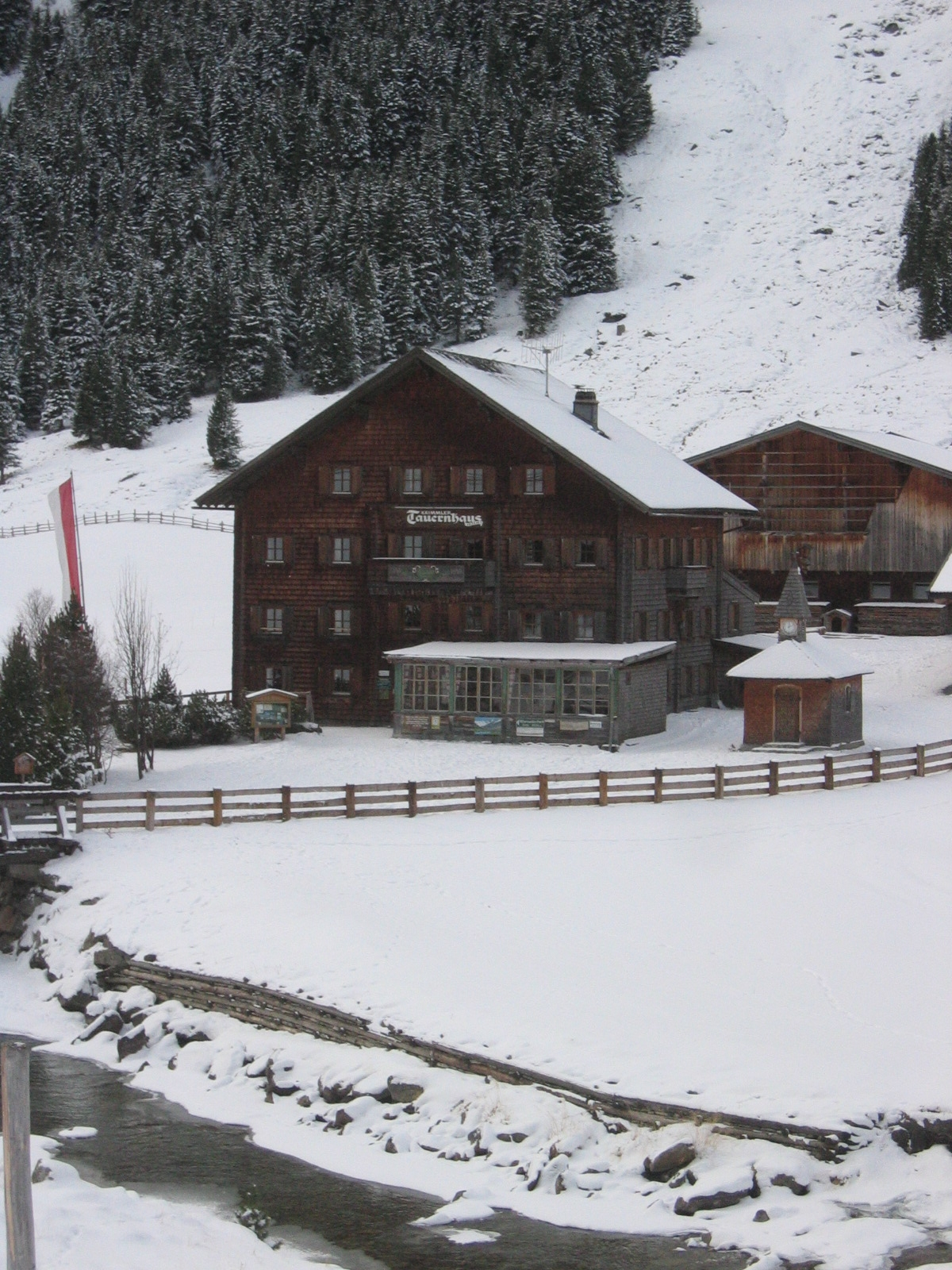
Krimmler Tauernhaus im Winter (2005)
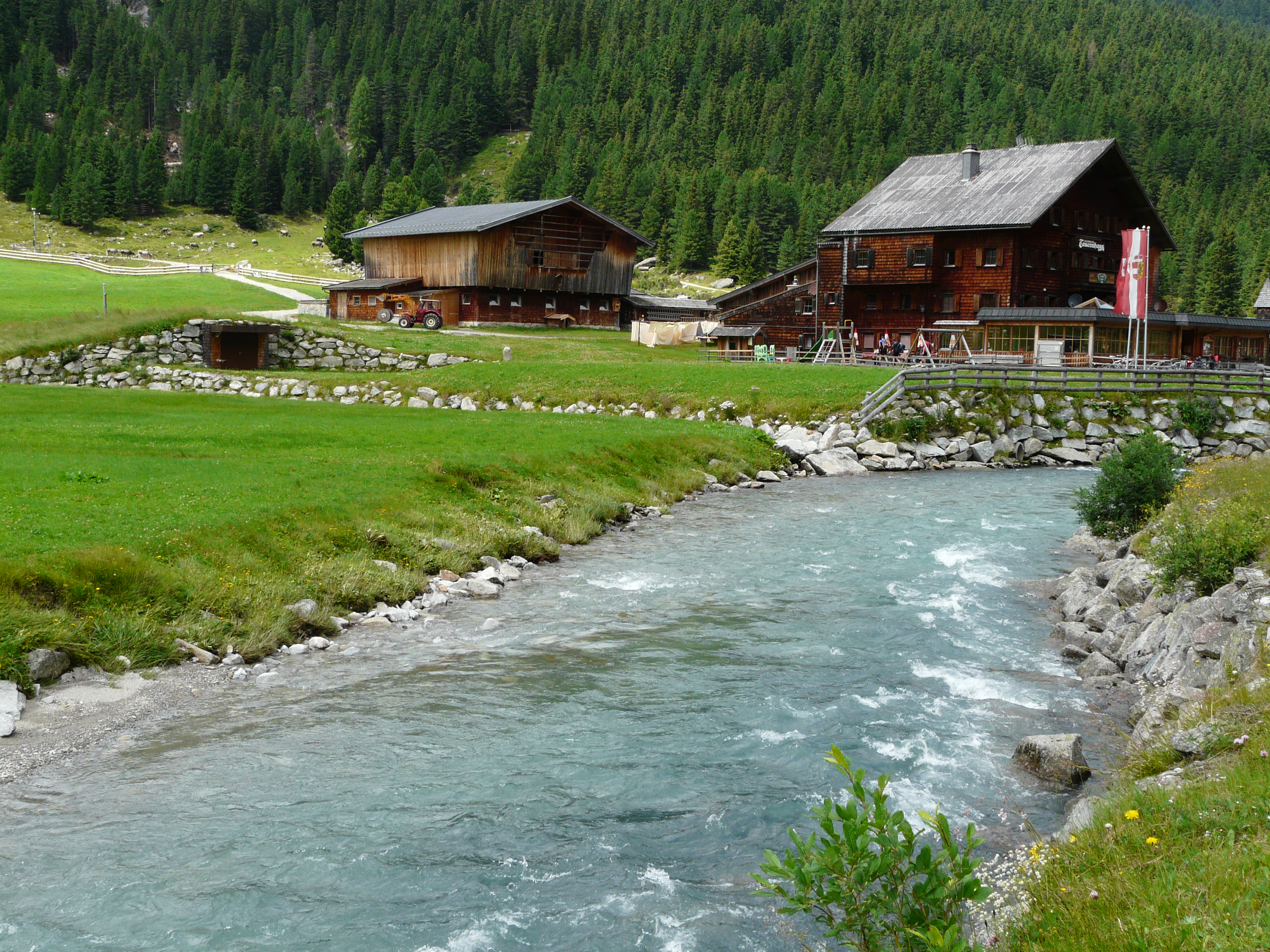
Krimmler Tauernhaus (2010)
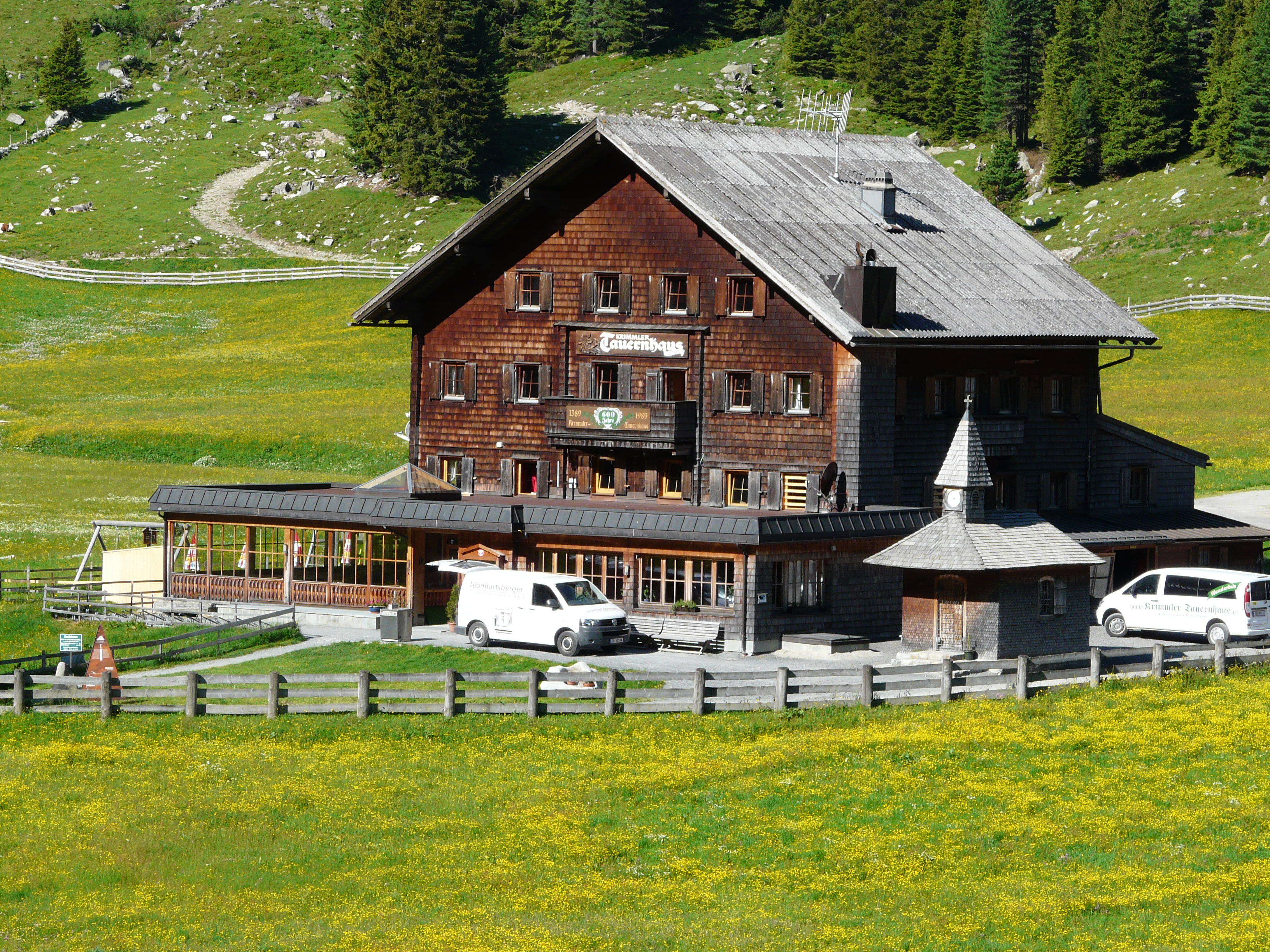
Krimmler Tauernhaus (2013)
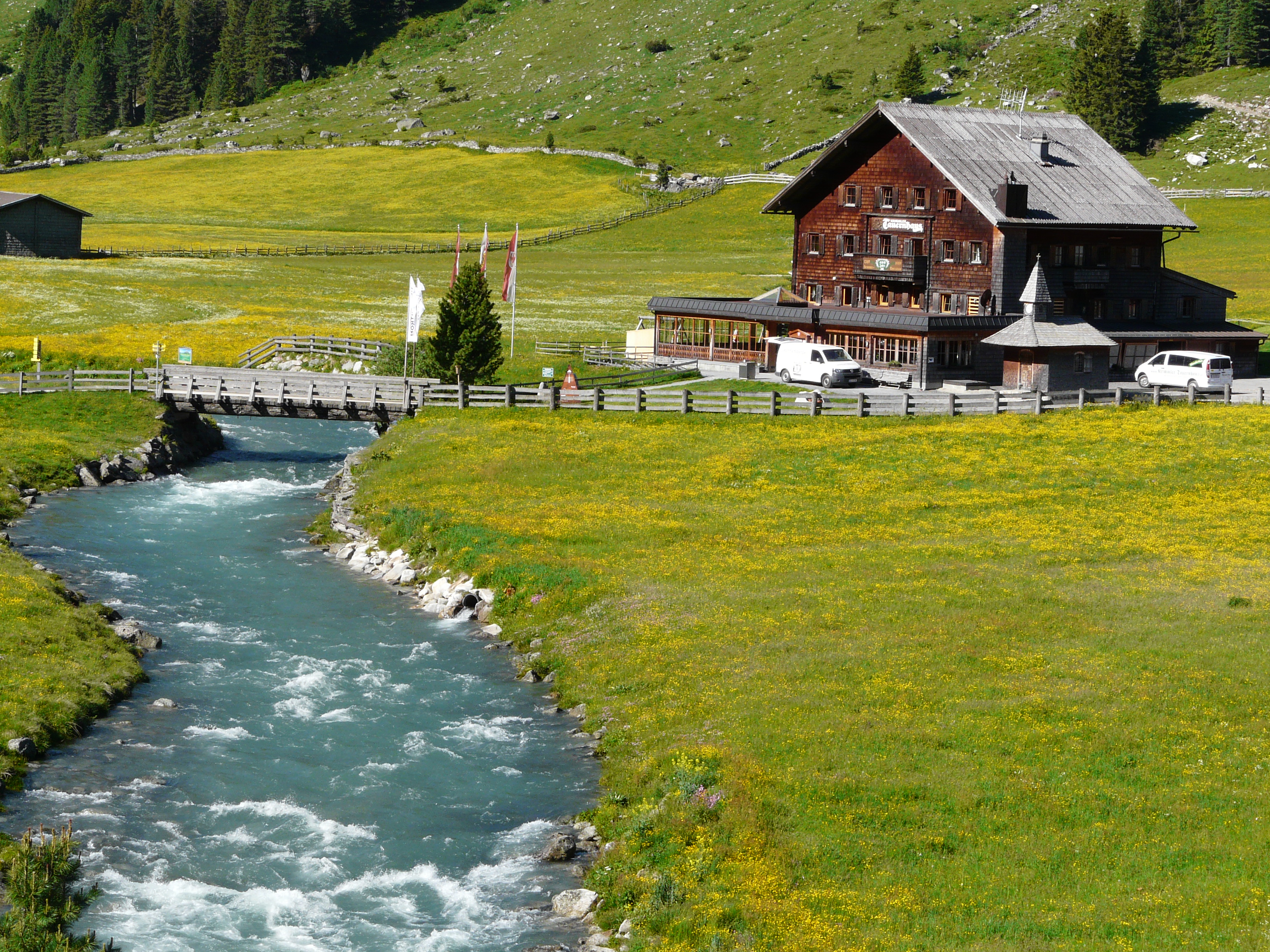
Krimmler Tauernhaus (2013)